# Opatów (Santacroce)
Opatów è un comune urbano-rurale polacco del distretto di Opatów, nel voivodato della Santacroce.
Ricopre una superficie di 113,39 km² e nel 2004 contava 12 711 abitanti.
Nel territorio comunale, oltre al capoluogo, sono ricomprese le seguenti località: Adamów, Balbinów, BrzezieBrzezie, Czerników Karski, Czerników Opatowski, Gojców, Jagnin, Jałowęsy, Jurkowice, Kargów, Kobylanki, Kobylany, Kochów, Kornacice, Lipowa, Marcinkowice, Nikisiałka Duża, Nikisiałka Mała, Oficjałów, Okalina, Okalina-Kolonia, Podole, Ptkanów, Rosochy, Strzyżowice, Tomaszów, Tudorów, Wąworków e Zochcinek.